# Iulian Miu
Iulian Ilie Miu (ur. 21 stycznia 1976 w Roșiorii de Vede) – rumuński piłkarz grający na pozycji lewego obrońcy. W swojej karierze 8 razy wystąpił w reprezentacji Rumunii.

## Kariera klubowa
Karierę piłkarską Miu rozpoczynał w klubie Progresul Bukareszt. W 1993 roku awansował do kadry pierwszego zespołu, a w sezonie 1993/1994 zadebiutował w nim w pierwszej lidze rumuńskiej. W Progresulu oprócz debiutu nie rozegrał żadnego meczu. W 1995 roku został zawodnikiem drugoligowej Foresty Fălticeni. W 1996 roku awansował z nią do pierwszej ligi.
Latem 1996 Miu został zawodnikiem Steauy Bukareszt. W sezonie 1996/1997 wywalczył ze Steauą swoje pierwsze w karierze mistrzostwo Rumunii oraz zdobył Puchar Rumunii. W latach 1998 i 2001 po raz drugi i trzeci został mistrzem Rumunii ze Steauą. Na początku 2003 roku odszedł ze Steauy do FCM Bacău, w którym spędził pół sezonu.
Latem 2003 Miu przeszedł do Bursasporu. W Süper Lig zadebiutował 9 sierpnia 2003 w zremisowanym 0:0 domowym meczu z Gaziantepsporem. W 2004 roku spadł z Bursasporem do 1. Lig, a w 2006 roku wrócił z nim do tureckiej ekstraklasy.
W 2007 roku Miu wrócił do Rumunii. Jesienią 2007 grał w UT Arad, a wiosną 2008 w drugoligowej Concordii Chiajna, w której zakończył karierę.
| Sezon   | Klub                | Kraj    | Rozgrywki | Mecze | Bramki |
| ------- | ------------------- | ------- | --------- | ----- | ------ |
| 1993/94 | Progresul Bukareszt | Rumunia | Divizia A | 1     | 0      |
| 1994/95 | Progresul Bukareszt | Rumunia | Divizia A | 0     | 0      |
| 1995/96 | Foresta Fălticeni   | Rumunia | Divizia B | 31    | 0      |
| 1996/97 | Steaua Bukareszt    | Rumunia | Divizia A | 20    | 0      |
| 1997/98 | Steaua Bukareszt    | Rumunia | Divizia A | 29    | 1      |
| 1998/99 | Steaua Bukareszt    | Rumunia | Divizia A | 33    | 2      |
| 1999/00 | Steaua Bukareszt    | Rumunia | Divizia A | 25    | 0      |
| 2000/01 | Steaua Bukareszt    | Rumunia | Divizia A | 16    | 0      |
| 2001/02 | Steaua Bukareszt    | Rumunia | Divizia A | 20    | 0      |
| 2002/03 | Steaua Bukareszt    | Rumunia | Divizia A | 6     | 1      |
| 2002/03 | FCM Bacău           | Rumunia | Divizia A | 14    | 1      |
| 2003/04 | Bursaspor           | Turcja  | Süper Lig | 32    | 1      |
| 2004/05 | Bursaspor           | Turcja  | 1. Lig    | 29    | 1      |
| 2005/06 | Bursaspor           | Turcja  | 1. Lig    | 25    | 1      |
| 2006/07 | Bursaspor           | Turcja  | Süper Lig | 0     | 0      |
| 2007/08 | UT Arad             | Rumunia | Liga I    | 2     | 0      |
| 2007/08 | Concordia Chiajna   | Rumunia | Liga II   | 5     | 0      |

## Kariera reprezentacyjna
W reprezentacji Rumunii Miu zadebiutował 6 października 2001 roku w zremisowanym 1:1 meczu eliminacji do MŚ 2002 z Gruzją. Grał też w eliminacjach do Euro 2004. Od 2001 do 2003 roku wystąpił w kadrze narodowej 8 razy.
| Mecze i gole w reprezentacji | Mecze i gole w reprezentacji | Mecze i gole w reprezentacji | Mecze i gole w reprezentacji | Mecze i gole w reprezentacji | Mecze i gole w reprezentacji | Mecze i gole w reprezentacji |
| #                            | Data                         | Stadion                      | Rywal                        | Wynik                        | Gol                          | Rozgrywki                    |
| 2001                         | 2001                         | 2001                         | 2001                         | 2001                         | 2001                         | 2001                         |
| ---------------------------- | ---------------------------- | ---------------------------- | ---------------------------- | ---------------------------- | ---------------------------- | ---------------------------- |
| 1.                           | 06.10.2001                   | Bukareszt, Rumunia           | Gruzja                       | 1:1                          | 0                            | el. MŚ 2002                  |
| 2.                           | 10.11.2001                   | Lublana, Słowenia            | Słowenia                     | 1:2                          | 0                            | el. MŚ 2002                  |
| 3.                           | 14.11.2001                   | Bukareszt, Rumunia           | Słowenia                     | 1:1                          | 0                            | el. MŚ 2002                  |
| 2002                         |                              |                              |                              |                              |                              |                              |
| 4.                           | 21.08.2002                   | Konstanca, Rumunia           | Grecja                       | 0:1                          | 0                            | towarzyski                   |
| 5.                           | 16.10.2002                   | Luksemburg, Luksemburg       | Luksemburg                   | 7:0                          | 0                            | el. ME 2004                  |
| 2003                         |                              |                              |                              |                              |                              |                              |
| 6.                           | 30.04.2003                   | Kowno, Litwa                 | Litwa                        | 1:0                          | 0                            | towarzyski                   |
| 7.                           | 07.06.2003                   | Krajowa, Rumunia             | Bośnia i Hercegowina         | 2:0                          | 0                            | el. ME 2004                  |
| 8.                           | 16.11.2003                   | Ankona, Włochy               | Włochy                       | 0:1                          | 0                            | towarzyski                   |